# Völund Smed
Völund Smed ist eine schwedische Vikingrock-Band, deren Namen sich vom Schmied Wieland aus der nordischen Mythologie ableitet. Der Band wird eine rechtsextreme Gesinnung zugeordnet, da ein ehemaliges Mitglied bei der Rechtsrock-Band Pluton Svea spielte und verschiedene Kontakte zur rechtsextremen Szene bestehen. Die Band bestreitet jedoch diesen Vorwurf.

## Geschichte
Die Band Völund Smed wurde im Herbst 1993 von Esa Rosenström, Piere Karlsson, Stefan Johansson und Mikael gegründet. Durch ihren Kontakt zu Ragnarock Records entwickelte sich die Band sehr schnell. Allerdings kamen durch ihre Verbindung mit diesem Label auch Gerüchte auf, dass es sich bei Völund Smed um eine rassistische Band handeln würde. Die Band versichert allerdings, dass keiner ihrer Mitglieder rassistisch oder nationalsozialistisch war oder ist. Da Esa diese Gerüchte jedoch nicht tolerieren konnte, verließ er schließlich die Band und Völund Smed lösten sich auf. Unter dem Namen Hel wurde das musikalische Konzept durch einige Mitglieder allerdings weitergeführt. Der männliche Gesang wurde jedoch durch einen zweistimmigen Frauengesang ersetzt. Ende 2004, Anfang 2005 wurde Hel nach 4 Alben und zahlreichen Beiträgen auf diversen Samplern, aufgelöst. 2004 wurde von den Mitgliedern von Völund Smed bzw. Hel die Band Vargflock (dt. ‚Wolfsrudel‘) als eine Art Nebenprojekt gegründet. Im selben Jahr wurde das Album Stolt så klart veröffentlicht, auf dem sich auch eine Coverversion des Völund-Smed-Titels Kämpa befindet.
Für das Kuggnäsfestival 2005 in Nyköping traten die Musiker als Überraschungsgäste wieder als Völund Smed zusammen auf und wurden von den Fans gefeiert. Auf Grund des erfolgreichen Auftritts beschlossen sie, Völund Smed fortzuführen. Auch im Jahr 2006 fand ein Auftritt auf dem Festival statt, bei dem eigentlich das neue Album vorgestellt werden sollte.
Im Juni 2007 gab die Band den Ausstieg von Esa Rosenström und Piere Göran Karlsson bekannt. Als Ersatz spielen nun Jocke Karlsson, vormals Frontmann der rechtsradikalen Band Pluton Svea, und Henke in der Band. 2009 erfolgte ein Auftritt in Schmiedefeld mit der rechtsextremen Band Endstufe, der schwedischen Oi!-Band Battle Scarred und mehreren Bands aus Sachsen-Anhalt.
Jocke Karlsson verließ die Band jedoch nach einigen Monaten wieder, im Frühjahr 2009 verließ auch Henke die Band um sich mehr seiner Solokarriere zu widmen. An seine Stelle trat John Andersson als neuer Schlagzeuger, später stießen wieder Jocke Karlsson und Esa Rosenström zur Band. In dieser neuen Besetzung bestritt die Band einige Konzerte in Schweden und spielte im Juni 2011 die CD Tvåhundrafjorton ein, welche auf 500 Exemplare begrenzt war und Ende Juli beim Kuggnäsfestival in Nyköping veröffentlicht und nur dort vertrieben wurde. Ende 2012 wurde das neue Album mit dem Titel Ur askan veröffentlicht.
Im Dezember 2011 sorgte Völund Smed für Aufruhr, da sie bei der Wahl der Top 5 Bands im Raum "Sörmland" auf Platz 1 gewählt wurden und somit das Lied "De Tystas Led" in voller Länge im schwedischen öffentlich-rechtlichen Radio "P4 Sörmland" gespielt wurde. Nachdem das Lied gespielt wurde, entflammte eine Debatte über die politische Zugehörigkeit der Band. Die Band distanzierte sich mehrfach, auch öffentlich von der rechtsextremen Szene. Dies half ihnen jedoch nicht, erneut zur Wahl anzutreten, wie es eigentlich üblich ist. Das Lied wurde aus dem Programm des Radiosenders genommen, weil "Sveriges Radio es nicht mit seinen ethischen Richtlinien vereinbaren konnte".
Derzeit wird Völund Smed von der rechtsextremen Bekleidungsmarke Erik and Sons gesponsert.

## Stil

### Musik
Die Musik von Völund Smed ist dem Vikingrock zuzuordnen. Es werden musikalische Elemente des Metals und des Punks verwendet. Die meisten Lieder sind vom schnellen Schlagzeugspiel und einfachen aber sehr eingängigen Melodien geprägt. Weiterhin existieren einige gefühlvolle Balladen, die von Akustikgitarren begleitet werden. Beim Gesang wird Wert auf eingängige Refrains und melodische Strophen gelegt. Häufig wird der Refrain durch „Ohh-Ohh“-Gesänge in der 2. Stimme untermalt. Die Lieder beginnen oft mit einer kurzen Melodie, die von der E-Gitarre gespielt und von Rhythmus-Gitarre, Bass und Schlagzeug begleitet wird. Diese Melodie wird als Thema im Lied häufig nach dem Refrain wiederholt. Gegen Ende der Lieder wird der Refrain oft nur vom Schlagzeug, dann von Schlagzeug und Bass und zum Schluss von der kompletten Band begleitet.

### Texte
Wie viele andere Vikingrock-Bands müssen sich Völund Smed dem Vorwurf stellen, in ihren Texten rechtsextreme Inhalte zu verbreiten. Dies wird zusätzlich durch das seiner Aussage nach ehemalige rechtsextreme Band-Mitglied Jocke Karlssonn angeheizt. Allerdings bestreiten die Mitglieder jegliche rechtsextremistische Inhalte. In ihren Liedern geht es vor allem um die Schönheit der schwedischen Natur und die Liebe zu ihrem Land. Weiterhin werden Sagen der nordischen Mythologie und Begebenheiten aus der schwedischen Geschichte verarbeitet. Es werden auch sozialkritische Themen und Kritik an der schwedischen Politik angesprochen. Bis auf wenige Ausnahmen sind alle Lieder in schwedischer Sprache verfasst.

## Diskografie

### Studioalben
- 1994: Runor
- 1996: Varg
- 2011: Tvåhundrafjorton (wurde extra für das Kuggnäsfestival eingespielt, auf 500 Exemplare begrenzt)
- 2011: Ur Askan
- 2012: Gör Om - Gör Rätt

### Kompilationen
- 1999: „Vikingarock Vol. 1“ (die CD beinhaltet das Album „Runor“ von Völund Smed, sowie das Album „Blå-gult blod“ der ebenfalls aus Schweden stammenden Vikingrock-Band Odins Änglar)
- 2017: „Lost And Found“ mit Sampler Beiträgen besetztes Album, ohne Beiträge von den Vollalben.
- 2019: „The Best Of“ mit bestimmten Liedern von den verschieden ausschließlichen Studioalben.

### Beiträge auf Samplern
- 1995: Attack, Mr. Nine to Five und Raserare auf „Valhalla – Rock för Sverige I“
- 1995: I österled, Öga för öga und Mälarö strand auf „Motstånd – Rock för Sverige 2“
- 1995: Det strålar en stjärna auf „Santa Was a Skinhead“
- 1996: Varg, Fast besluten und I’m Free auf „Nordland IV“
- 2003: Attack!, Mr. Nine-to-Five und Raserare auf „Fest på Valhall“
- 2006: Tänk själv und Våreld auf „Carolus Rex VIII“